# やまと号

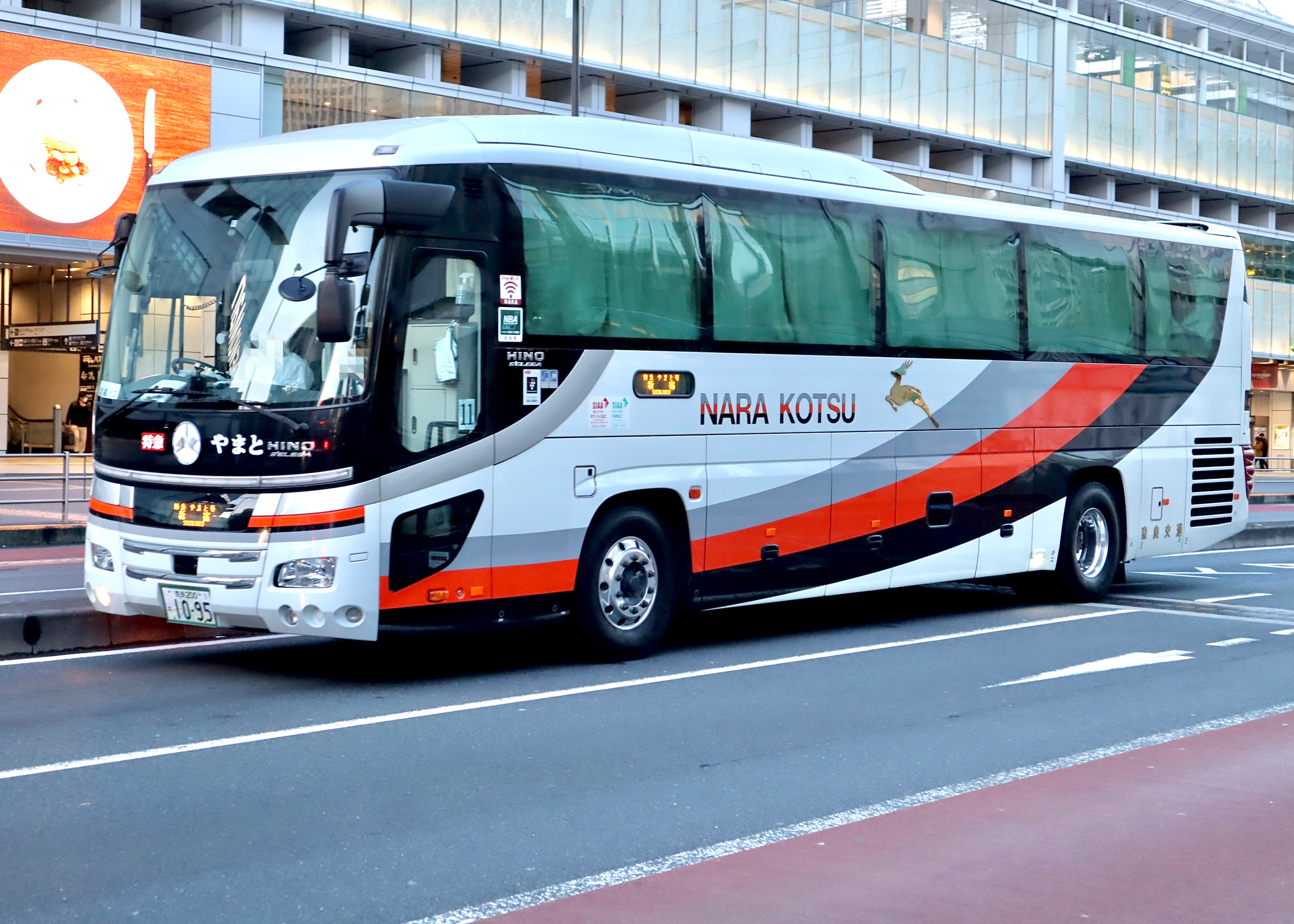
やまと号（奈良交通）

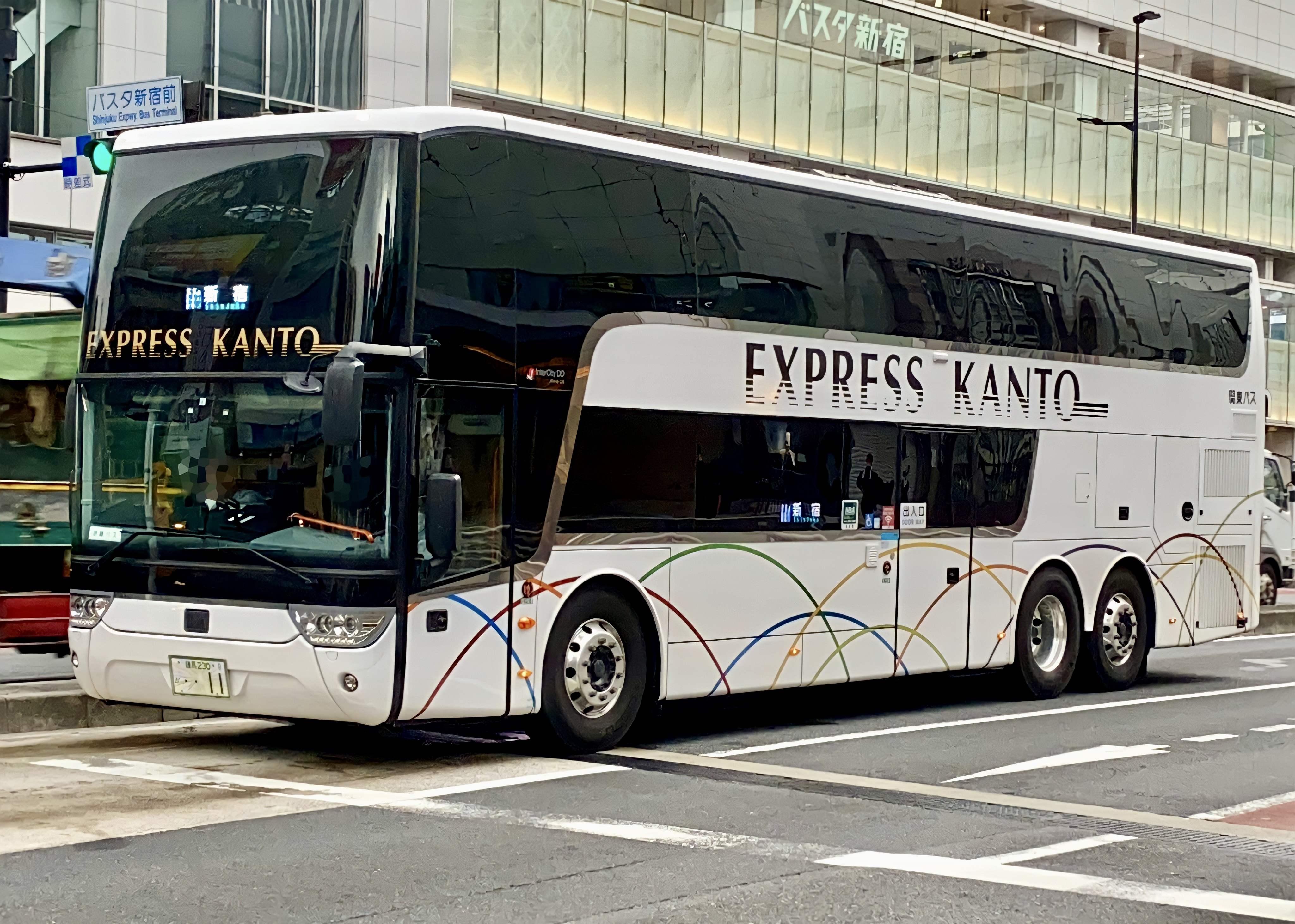
やまと号（関東バス）

やまと号 （やまとごう）は、奈良交通を中心に運行される、奈良県と首都圏を結ぶ夜行高速バス路線である。
1989年には首都圏の他に福岡市内への路線も運行を開始したが、2000年に奈良 - 福岡、2007年に奈良 - 大宮の運行が廃止された。
夜行バスで愛称を設定する場合、路線毎に異なる愛称を設定する場合が多いが、奈良交通の場合はすべての路線が「やまと号」という愛称で統一されている。共同運行相手の会社でも「やまと号」として案内している。これは他のバス事業者でも散見される（阪神バスの「サラダエクスプレス」、神姫バスの「プリンセスロード」、南海バスの「サザンクロス」など）。
なお、本項では歴史的につながりのある近鉄バスの高速バス路線であるサテライト号についても記述する。

## 運行会社
- 奈良 - 新宿線・五條 - 新宿線：奈良交通・関東バス
- 奈良 - 千葉線：奈良交通・京成バス
- サテライト号：近鉄バス

### 過去の運行会社
- 西日本鉄道（奈良 - 福岡線）
- 国際興業バス（大阪・奈良 - 埼玉線）
- 神奈川中央交通→湘南神奈交バス（神奈川中央交通系列）→横浜神奈交バス（同）（奈良 - 横浜線）

## 運行系統

### 奈良 - 新宿線、五條 - 新宿線

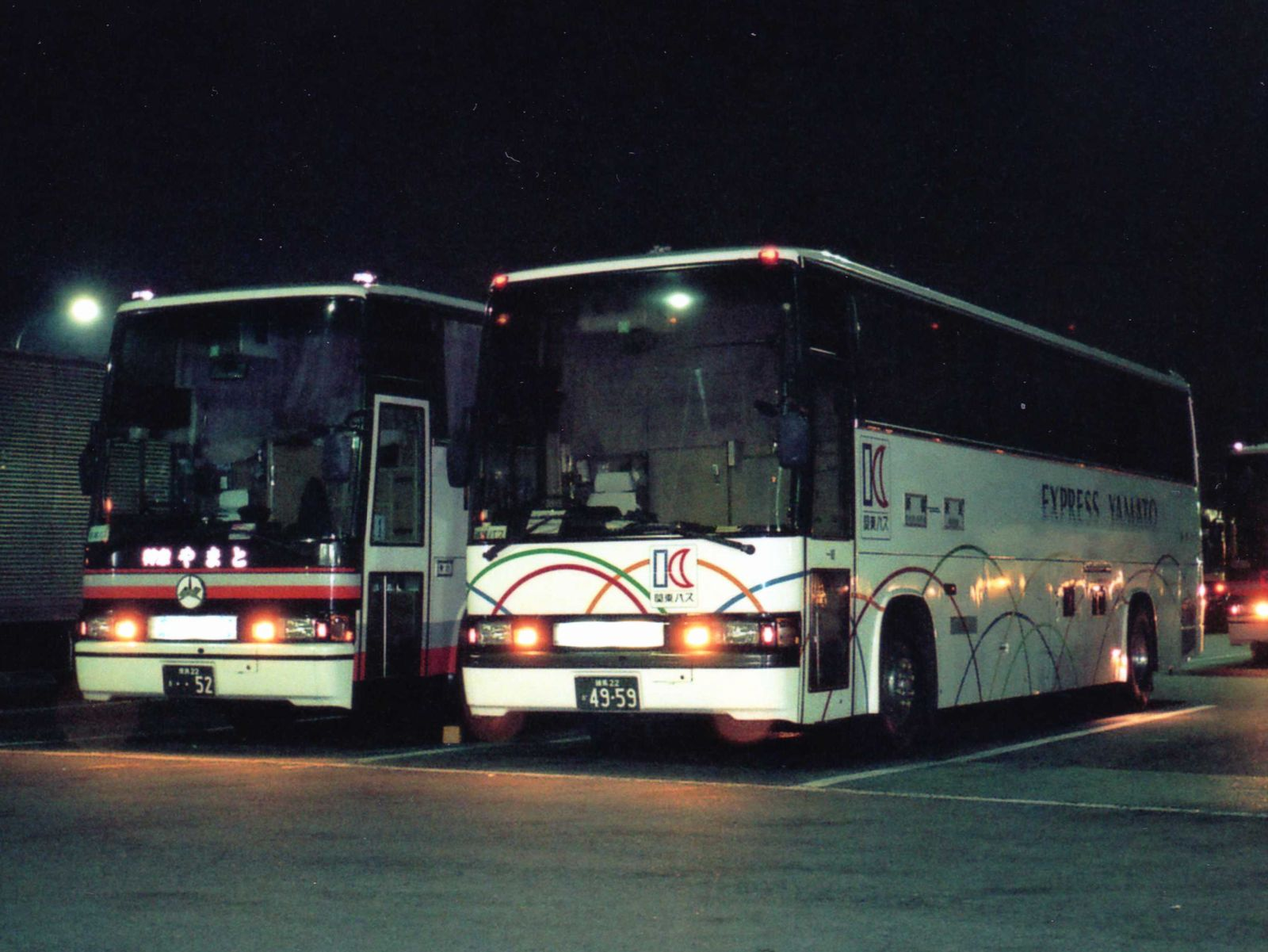
やまと号新宿線（奈良交通・関東バス）

概要
奈良線は1988年8月6日に運行開始した最初の路線である。同年、6月1日には新宿 - 大和高田線（のちに五條に延長）が加わり、1日各1往復が設定されている。両系統は、天理駅以東では同じダイヤで運行するため奈良発着を1号車、五條発着を11号車（運行当初は51号車）としている。かつては両路線とも2階建てバス（三菱ふそう・エアロキング）が使用されていたが、2011年春より奈良線で取りやめ（日野・セレガハイデッカー車に置き換え）、2013年3月からは五條線も取り止めたが、2021年12月より新車（バンホール・アストロメガTDX24）を導入して五條線の関東バス便にて2階建てバスの運行を再開した。なお、新宿では京王プラザホテルの都庁側玄関前にもバス停留所を設けていたが、建物構造上2階建てバスが進入できないため、路上停車となっていた。2023年4月1日より京王プラザホテルでの乗降を休止。
運行経路
- 奈良線
JR奈良駅 - 近鉄奈良駅 - 天理駅 - 大和高原都祁（道の駅針T・R・S内） - 大和高原山添 - バスタ新宿（新宿高速バスターミナル）
- 五條線
五條バスセンター - 住川 - 近鉄御所駅 - 忍海バスセンター - 高田市駅 - 近鉄高田駅 - 八木駅 - 桜井駅 - 天理駅 -（この間奈良線と同じ）- バスタ新宿（新宿高速バスターミナル）

備考
- 大和八木駅では、かつては夜行高速バスなどのための待合室が存在したが、現在は廃止されて案内所はかしはらナビプラザに移転したため、待合室はない。

- 奈良線はJRバスグループ（西日本JRバス他）の夜行バスと競合している。こちらは通常便と格安便(青春ドリーム号)の2便が運行されている。

- 途中 御在所サービスエリア、浜松サービスエリア、足柄サービスエリアで停車するが、乗務員交代と車両の点検の為のみ停車するので乗客の乗り降りは出来ない。

- 奈良 - 新宿線の運休状態が続く中で奈良地区への乗客への救済措置として、夜間にJR奈良駅・近鉄奈良駅→天理駅間の直行連絡バスがある。天理駅で「五條 - 新宿線」に乗り換えが可能。要予約かつ「五條 - 新宿線」の切符の提示で無料で乗ることが出来るが、連絡バス未予約・切符不所持の場合は運賃を支払うと乗車できる。逆に新宿発で奈良へ行く場合は、天理駅より奈良交通運行による通常の路線バスを利用する（無料）。

### 奈良 - 横浜・千葉線

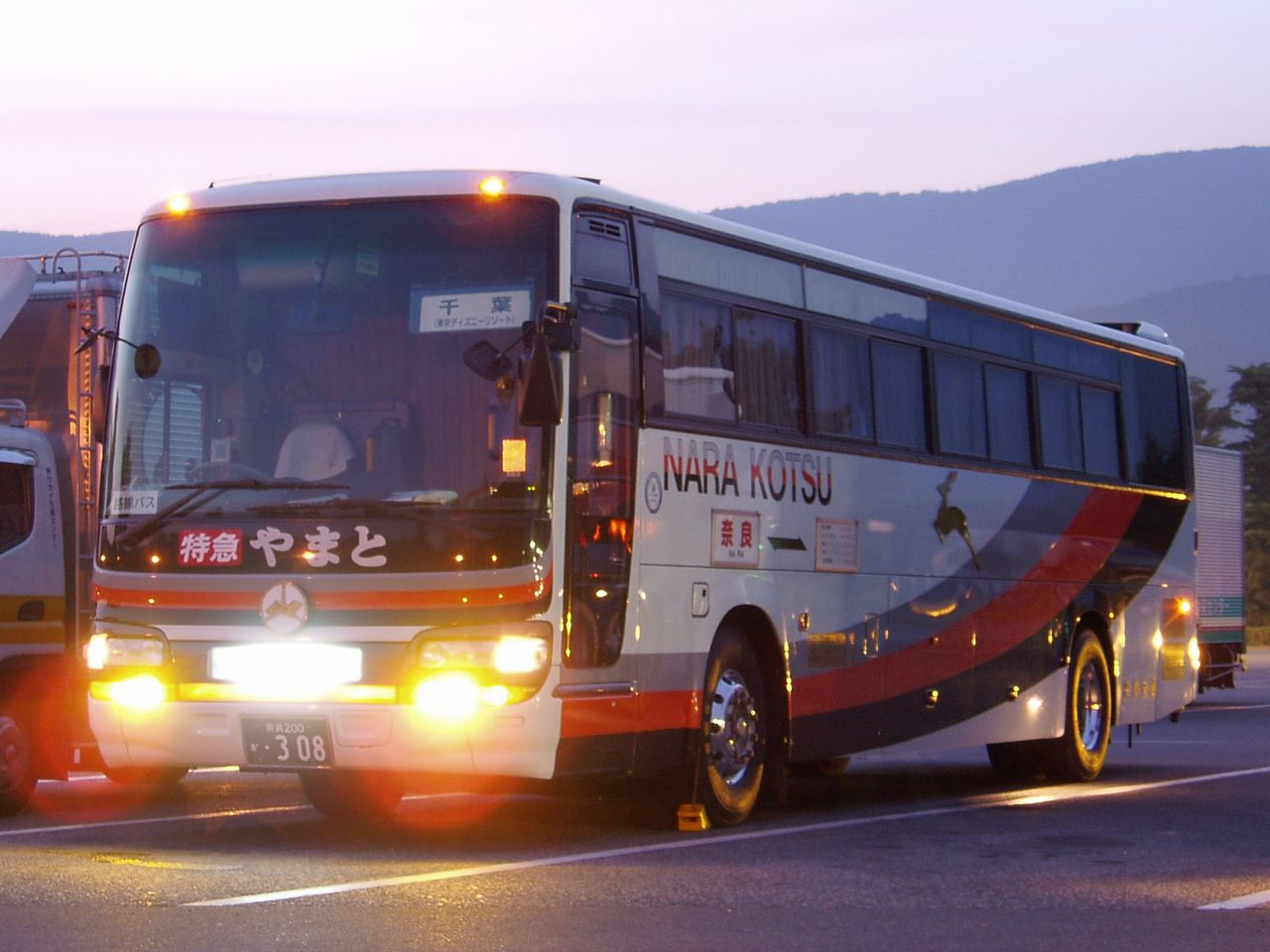
やまと号千葉線（奈良交通）

概要
1日1往復が設定されている。2007年11月26日から2008年9月までは閑散日（概ね月〜水曜日が）運休となっていた。2008年10月1日からは奈良 - 横浜線を路線吸収して毎日運行に戻るとともに、横浜・本厚木経由となった（なお、本厚木のバス停には、千葉から東京ディズニーランド、上野、横浜を経由してくるので、状況によって遅延することのある旨の注意が表示されている）。2020年3月16日から新型コロナウイルス感染拡大に伴い運休となったが、2022年4月27日から五位堂駅 - 近鉄郡山駅・本厚木駅への乗り入れを廃止し、新たに大和西大寺駅に乗り入れるという路線再編を行い運行再開となった。しかし、2023年10月1日から再び運休となった。
運行経路
大和西大寺駅南口  - JR奈良駅 - 近鉄奈良駅 - 天理駅 - 大和高原都祁（道の駅針T・R・S内） - 大和高原山添 -  横浜駅(YCAT) - 京成上野駅 - 東京スカイツリータウン前 - 東京ディズニーシー - 東京ディズニーランド - 西船橋駅 - JR津田沼駅 - 京成津田沼駅

### サテライト号

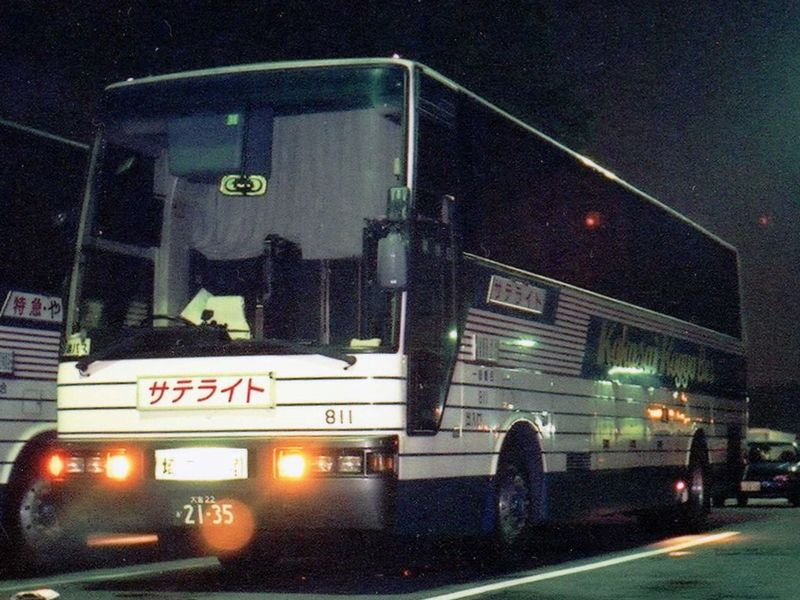
サテライト号（国際興業）

概要
1989年11月より国際興業バス（大宮営業所担当）と近鉄バスの前身となる近畿日本鉄道（布施営業所担当）によって運行開始。埼玉県大宮市（当時） - 国道17号 - 首都高速道路 - 東名高速道路 - 名神高速道路 - 阪神高速道路 - 大阪府大阪市という経路で運行し、国際興業は27人乗りいすゞ・スーパークルーザー、近鉄は28人乗り日野・ブルーリボンRUでいずれも3列シートのスーパーハイデッカー車を使用した。近鉄車は路線専用塗装が施されていた。
サテライト号は当初列車では直行が困難な都市を結ぶという観点から乗車率も高かったが、1995年の運賃改定で埼京線を介して新宿駅で「ツィンクル号」に乗り継いだ方が運賃面で安くなるという観点から利用が低迷、同じく国際興業が運行していた「やまと号」埼玉線を大阪延伸することで対処した（やまと号は奈良側では大阪に近い生駒駅へ延伸しており、当路線と競合関係になっていたが、この延伸で生駒駅乗り入れは廃止）。しかし遠回りなルートや運賃の割高感が仇となり、更には池袋 - 大阪梅田線（西武バス・阪急バス。後に路線再編を経て京王バス・阪急観光バス→京王バス・アルピコ交通による池袋・新宿・渋谷 - 大阪梅田線として存続）や「ツィンクル号」の姉妹路線である格安便「カジュアル・ツィンクル号」が運行開始され、結果的には客離れに歯止めがかからなくなった。
当時競合していた「やまと号」も新宿発着系統があり、埼京線や湘南新宿ラインを介して新宿に出た方が便利なことや、ツアー型夜行バスの進出で輸送力過剰となり、元々東北方面の系統を主力としていた国際興業の夜行バスは関西方面路線から完全撤退するという結果となった。その後、近鉄バスは2004年に川越駅を経て熊谷駅（その後深谷駅へ延長）までのウィングライナーを開設し、埼玉県へ再乗入れを果たしたが2015年12月11日付けで廃止された。また、宇都宮行きのとちの木号も2010年から県内の久喜駅に停車させるようになった。
2023年2月23日より、近鉄バス単独運行にて再開設された（停留所は初代とは一部異なる）。
東京側の運行支援は国際興業バスが担当し、鳩ヶ谷営業所に入庫する。

運行経路
大宮駅（東口） - さいたま新都心バスターミナル - 池袋駅（西口） = 京都駅八条口 - 大阪駅前（東梅田駅） - なんばOCAT - ユニバーサル・スタジオ・ジャパン（下りのみ）

### 過去の運行路線

#### 大阪・奈良 - 埼玉線

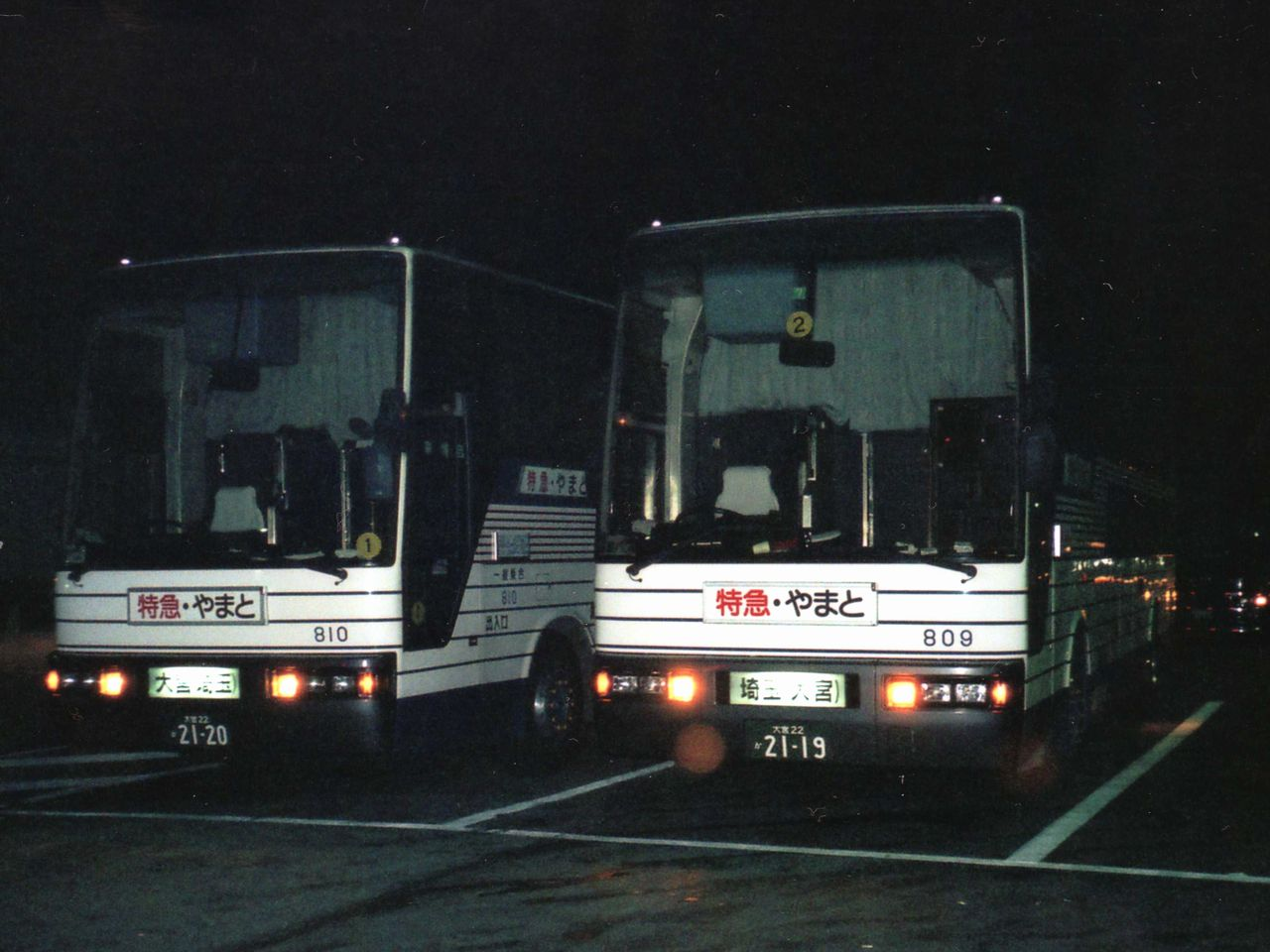
やまと号埼玉線（国際興業）

概要
1989年に近鉄奈良駅 - 国際興業大宮営業所で運行を開始した。その後、奈良側は高の原駅、学園前駅、東生駒駅を経て生駒駅まで延伸された。ところが、大阪（上本町）発着の「サテライト号」（初代、近畿日本鉄道と国際興業の共同運行）との路線競合（生駒駅と上本町駅は近鉄奈良線快速急行で20分足らずの距離）があり、1997年にサテライト号は休止（のち廃止）、同年中に当路線を大阪へ延長してカバーするようになった。しかし、埼玉（大宮・浦和）方面から大阪市内へは、鉄道で池袋駅や新宿駅、東京駅などの都内の主要駅に出た上で始発となる他社の高速バスを利用した方が運賃が安く、しかも奈良を経由する分遠回りで所要時間がかかるため、乗客数は低迷し、2007年2月28日に廃止された。
運行経路
ユニバーサル・スタジオ・ジャパン(USJ) - あべの橋バスステーション - 上本町バスセンター - 近鉄奈良駅 - 天理駅 - 大和高原都祁（道の駅針T・R・S内） - 大和高原山添 - 赤羽駅（東口） - 川口駅（東口） - 南浦和駅（西口） - 浦和駅（西口） - 大宮駅東口（大宮発はあべの橋→上本町→USJの順に停車）

#### 奈良 - 福岡線
| やまと号福岡線（奈良交通） |  | やまと号（西日本鉄道） |
| やまと号福岡線（奈良交通） |  | やまと号（西日本鉄道） |

概要
1989年に運行開始。有名観光地であると同時に大阪のベッドタウンでもある奈良と九州最大の都市である福岡を結ぶルートとして開設され、潜在需要を期待されたものの、奈良から福岡への移動は近鉄奈良線やJR大和路線などで大阪に一旦出た方が利便性が良く運賃面でも有利なため、この路線の利用は思ったほど伸びなかった。さらに薬師寺や天理教関連行事の有無で乗客数の差が著しく、また西日本鉄道の夜行高速バス路線再編の影響もあり2000年3月30日に廃止された。
中国自動車道において冬期に路面凍結防止で散布される塩化カルシウムによる塩害でバスが早期に傷んでしまうという事態に悩まされていた。天理教信者による需要については少子高齢化、ライフスタイルの変化などが理由でおぢばがえりをする信者が減少したため、利用者も激減した。同じ理由で高知からの昼行高速バスが運行休止になった。
運行経路
近鉄奈良駅 - JR奈良駅（福岡発のみ） - 天理駅 - 筒井駅 - 法隆寺バスセンター - 高速門司港 - 小倉駅 - 砂津 - 引野口 - 博多駅交通センター - 西鉄天神バスセンター

#### 奈良 - 横浜線
| 運行開始当初のやまと号横浜線（奈良交通） |  | やまと号横浜線（湘南神奈交バス） |
| 運行開始当初のやまと号横浜線（奈良交通） |  | やまと号横浜線（湘南神奈交バス） |

概要
1989年（平成元年）2月28日運行開始。
当初は神奈川中央交通が運行担当していたが、のちに湘南神奈交バス→横浜神奈交バスに変更された。
2008年9月30日に廃止され、翌10月1日から奈良 - 千葉線に路線編入された。これにより、本厚木 - 横浜間のルートで完全に飛び出る形となっていた町田バスセンターは通過となり、変更後は町田バスセンターと上大岡駅以南へは停車しなくなった。
なお神奈川中央交通は撤退後も、発券などの販売業務は引き続き行っていたが、高速バス予約センターの業務終了に伴い乗車券発売も行わなくなった。
運行経路
五位堂駅 - 上牧町役場前 - 片岡台三丁目 - 王寺駅 - 法隆寺バスセンター - 矢田山町 - 近鉄郡山駅 - JR奈良駅 - 近鉄奈良駅 - 天理駅 - 大和高原都祁（道の駅針T・R・S内） - 大和高原山添 - 本厚木駅 - 町田バスセンター（町田駅） - 横浜駅東口 - 上大岡駅 - 港南台駅 - 本郷車庫

## 沿革
- 1988年（昭和63年）8月6日： 奈良 - 新宿線運行開始[1]。関東バスと共同運行[1]。
- 1989年（平成元年）
  - 2月28日： 奈良 - 横浜線運行開始[11]。神奈川中央交通と共同運行[11]。
  - 6月1日： 大和高田 - 新宿線運行開始[2]。関東バスと共同運行[2]。
  - 8月3日： 奈良 - 大宮線運行開始[10]。国際興業と共同運行[10]。
  - 10月5日： 奈良 - 千葉線運行開始。京成電鉄と共同運行。
  - 11月15日： 「サテライト号」運行開始[8]。
  - 12月19日： 奈良 - 福岡線運行開始。西日本鉄道と共同運行。
- 1991年（平成3年）
  - 3月25日： 大和高田 - 新宿線を近鉄高田駅 - 五條バスセンター間延長。奈良 - 横浜線を近鉄奈良駅 - 五位堂駅間、及び横浜駅 - 本郷車庫間延長。
  - 4月12日： 奈良 - 大宮線を近鉄奈良駅 - 生駒駅間延長。
  - 6月21日： 奈良 - 千葉線を近鉄奈良駅 - 学研都市田辺（新田辺駅）間延長。
- 1996年（平成8年）4月： 「サテライト号」が京都駅経由に変更。
- 1997年（平成9年）
  - 6月30日： 「サテライト号」を休止。
  - 10月16日： 「サテライト号」利用客の救済的意味合いを含めて奈良 - 大宮線を近鉄奈良駅 - 大阪（あべの橋）間延長し、大阪・奈良 - 大宮線とする。近鉄奈良駅 - 生駒駅間は廃止。事実上、サテライト号の統合。
- 1999年（平成11年）5月10日： 奈良 - 新宿線・五條 - 新宿線の東京側の運行会社が関東バスから子会社のケイビーバスに変更。
- 2000年（平成12年）
  - 3月30日： 奈良 - 福岡線運行休止（のち廃止）。
  - 6月28日： 「サテライト号」が正式に廃止（近鉄バス）。
- 2001年（平成13年）
  - 3月31日： 大阪・奈良 - 大宮線をあべの橋 - ユニバーサル・スタジオ・ジャパン間延長。
  - 6月1日： 奈良 - 千葉線を区間短縮、JR奈良駅 - 学研都市田辺間、及び海浜幕張駅 - 千葉中央駅間廃止。
- 2007年（平成19年）2月28日： 大阪・奈良 - 埼玉線廃止。国際興業の関西方面路線完全撤退。
- 2008年（平成20年）
  - 8月6日：奈良 - 新宿線が開業20周年を迎えるのに合わせてキャンペーンを実施、同日乗車分の大人片道運賃を4,200円とする。また、同年9月1日から10月9日までは大人片道運賃が6,400円だった。
  - 9月30日： 奈良 - 横浜線廃止、翌10月1日から奈良 - 千葉線を統合すると共に、同路線の経路を本厚木・横浜経由に変更。
- 2009年（平成21年）11月1日： 奈良 - 新宿線・五條 - 新宿線の東京側の運行会社がケイビーバスから親会社の関東バスに再変更。
- 2012年（平成24年）6月18日： 奈良 - 千葉線を東京スカイツリータウン前（浅草通り沿い）停車に変更。
- 2020年（令和2年）
  - 3月16日：新型コロナウイルス感染拡大の影響により、奈良 - 千葉線をこの日の出発便より当面の間運休[12][13]。
  - 4月6日：新型コロナウイルス感染拡大の影響により、奈良 - 新宿線・五條 - 新宿線をこの日の出発便より当面の間運休[14][15]。
- 2021年（令和3年）12月15日：夜間に奈良地区より五條 - 新宿線へ接続する連絡バスの運行を開始。（2022年1月24日～4月27日の間運休、翌28日より運行再開）
- 2022年（令和4年）
  - 4月27日：コロナ禍による影響を受けて運休していた奈良 - 千葉線、奈良 - 横浜線の運行を再開[6]。
  - 4月28日：同じく運休していた五條 - 新宿線の運行を再開[16]。
- 2023年
  - 2月23日 - 再びサテライト号の運行を開始。
  - 10月1日 - 奈良 - 横浜・千葉線が再び運休[17]。

## 車両
奈良交通

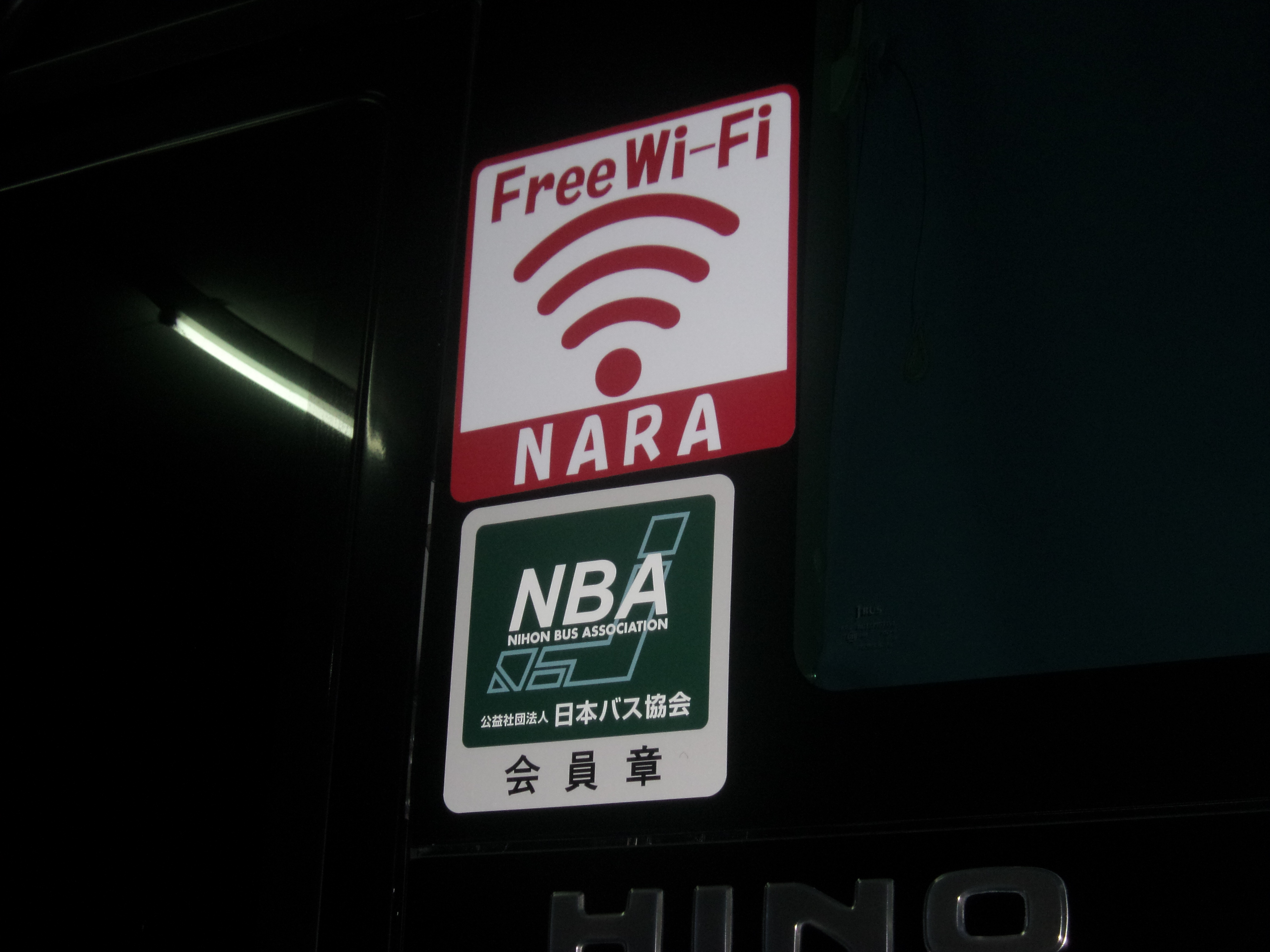
Wi-Fi対応ステッカー

- 三菱ふそう・エアロキング（2階建バス、新宿 - 五條線）
- 日野・セレガ／セレガR（ハイデッカー、新宿 - 五條線を含む各路線）
  - かつてはスーパーハイデッカー（日野・グランデッカー）が用いられ、2-1列のシート配置を採用していた。西日本鉄道と共同運行していた奈良 - 福岡線開設時から独立3列シートを装備した車両も登場している。2000年以降利用者の多い奈良 - 新宿線には2階建てバスを充当しているが、続行便やその他路線は導入費用などが安価なハイデッカーを充当している。旧タイプであるセレガRのハイデッカーはトイレなどの設備を車両後部に設置（スーパーハイデッカーの場合は中央床下）したが、定員を減らさなかったため、座席間隔が狭くなっている。新型セレガハイデッカーについてはトイレ・仮眠室などの設備を中央床下に配置しているため座席間隔を犠牲にしていない。
- 車内設備
  - トイレ
- 車内サービス
  - 飲物、おしぼり、毛布、スリッパ、コンセント、wi-fi

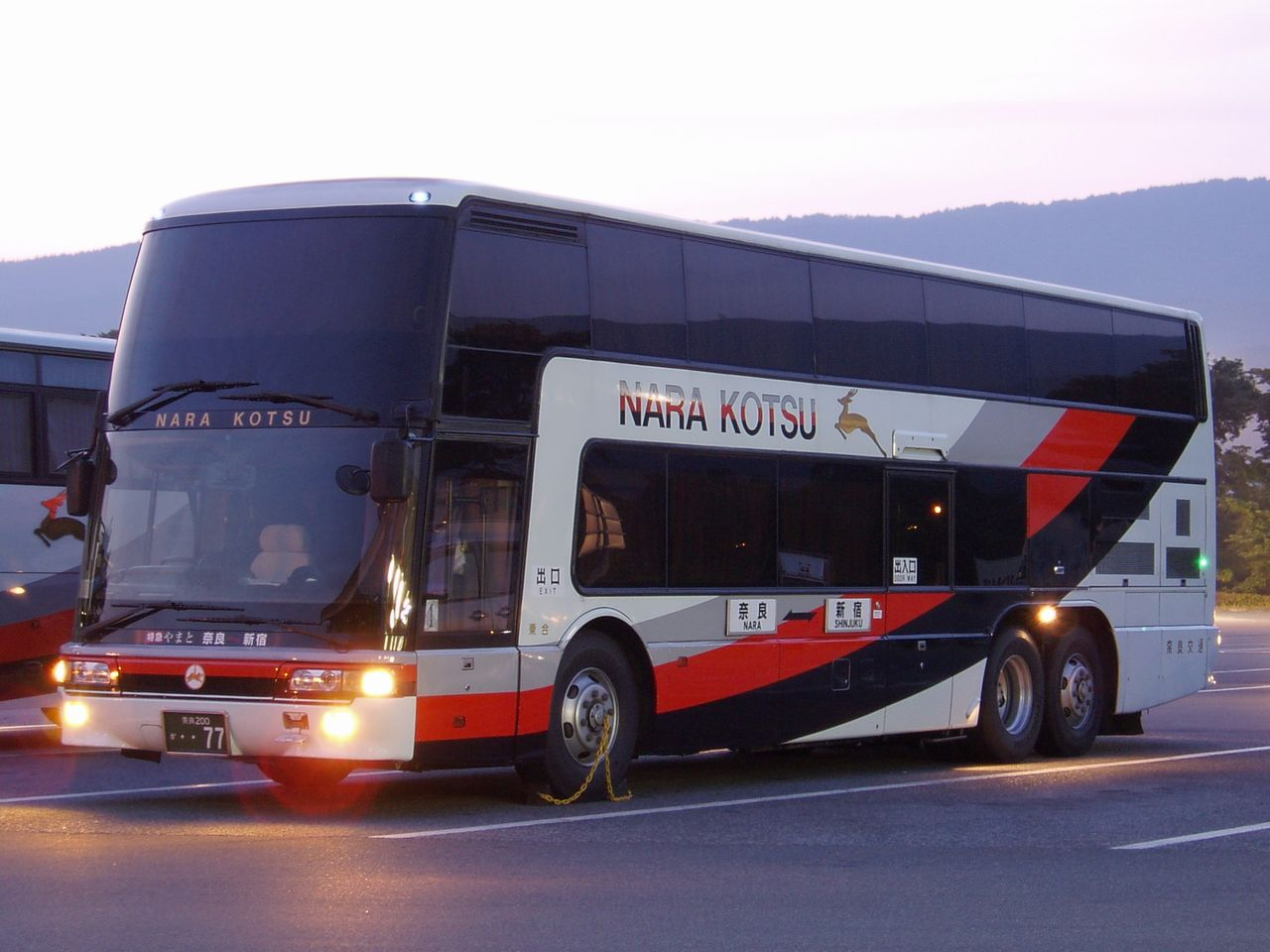
かつて奈良交通で運行されていたダブルデッカー車

## 備考
奈良交通は「やまと号」を運行する一方でWILLER GROUPが運行している高速路線バスの続行便を担当することがある（運行受委託契約）。また、ツアーバス時代には繁忙期を中心にWILLER TRAVELが主催する夜行ツアーの格安便を担当していた。このような縁から、WILLER TRAVELでもやまと号の販売が行われている。